# جوردان نكولولو
جوردان نكولولو (بالإنجليزية: Jordan Nkololo) لاعب كرة قدم كونغولي ديمقراطي من مواليد 2 نوفمبر 1992 لعب سابقاً في نادي الشعيب السعودي.

## روابط خارجية
- جوردان نكولولو على موقع رابطة كرة القدم الفرنسية للمحترفين (الإنجليزية)
- جوردان نكولولو على موقع قاعدة بيانات كرة القدم.إي يو (الإنجليزية)
- جوردان نكولولو على موقع ناشيونال فوتبول تيمز (الإنجليزية)
- جوردان نكولولو على موقع Soccerway.com (الإنجليزية)
- جوردان نكولولو على موقع عالم كرة القدم.نت (الإنجليزية)
- جوردان نكولولو على موقع GSA (الإنجليزية)